# Birago Balzano
Antonio Pietro Birago Balzano, né le 5 janvier 1936 à Trinitapoli et mort le 25 mars 2022 à Milan, est un dessinateur italien de bandes dessinées et illustrateur publicitaire.

## Biographie
Birago Balzano a été formé à l'Académie des beaux-arts de Brera à Milan puis à l'Istituto Cimabue d'arte e cultura. On lui doit notamment les personnages de Zara la vampire (Zora en italien) et de son amie, Frau Murder .  
Birago Balzano a fait ses débuts (1963) en illustrant certaines parties des aventures du Capitaine Audax, aux Éditions Corno. Il travailla également pour les éditions Cepim et Casa Araldo avec Il Piccolo Ranger (de 1968 à 1973) et chez Edifumetto : Le Capitaine Miki ou Un jeune homme au far-west. 
Son personnage le plus connu cependant reste Zara la vampire (1972) dont les aventures érotiques furent reprises en France par Elvifrance et connurent un grand succès dans les années 1970 et 1980. Elles furent également adaptées au cinéma,,,.